# Xian de Xinhe
Pour les articles homonymes, voir Xinhe.
Le xian de Xinhe (新河县 ; pinyin : Xīnhé Xiàn) est un district administratif de la province du Hebei en Chine. Il est placé sous la juridiction de la ville-préfecture de Xingtai.

## Démographie
La population du district était de 159 747 habitants en 1999.